# Lidia Suchanek
Lidia Suchanek – polska malarka, dr hab., profesor uczelni i kierownik Laboratorium Edukacji Artystycznej Wydziału Studiów Edukacyjnych Uniwersytetu im. Adama Mickiewicza w Poznaniu.

## Życiorys
Obroniła pracę doktorską, następnie uzyskała stopień doktora habilitowanego. Została zatrudniona na stanowisku profesora w Zakładzie Edukacji Dziecka na Wydziale Studiów Edukacyjnych Uniwersytetu im. Adama Mickiewicza.
Była profesorem nadzwyczajnym w Zakładzie Edukacji Artystycznej na Wydziale Studiów Edukacyjnych Uniwersytetu im. Adama Mickiewicza w Poznaniu.
Jest profesorem uczelni i kierownikiem w Laboratorium Edukacji Artystycznej Wydziału Studiów Edukacyjnych Uniwersytetu im. Adama Mickiewicza w Poznaniu.